# 극장판 어떤 마술의 금서목록 엔듀미온의 기적
극장판 어떤 마술의 금서목록 -엔듀미온의 기적-(劇場版 とある魔術の禁書目録インデックス エンデュミオンの奇蹟)은 일본에서 제작된 니시키오리 히로시 감독의 2012년 애니메이션 영화이다. 아베 아츠시 등이 주연으로 출연하였다.

## 출연

### 주연
- 아베 아츠시
- 이구치 유카
- 사토 리나